# Assemblée (Sparte)
Pour les articles homonymes, voir Assemblée.
L'Assemblée est l'une des institutions politiques de Sparte ; elle rassemble l'ensemble des citoyens et est chargée de voter les lois. Son rôle précis est mal connu.

## Nom
Son nom officiel est mal connu. Hérodote emploie le terme d'ἁλία / halía, qui au sens strict désigne l'assemblée du peuple dans les États doriens. Thucydide et Xénophon utilisent quant à eux le générique ἐκκλησία / ekklêsía (assemblée).
Il ne semble pas que l'on puisse se fier à Plutarque, qui dérive son ἀπελλά / apellá (ou plutôt ἀπελλαί / apellaí, au pluriel) du verbe ἀπελλάζω / apellázô, figurant dans le passage de la Grande Rhêtra qu'il cite. L'étymologie du terme est incertaine. Plutarque lui-même fait le rapprochement avec Ἀπέλλων / Apéllōn, nom dorien d'Apollon. Selon Hésychios d'Alexandrie, les apellai sont des enclos, par extension des bergeries, d'où l'emploi pour désigner une assemblée.

## Rôle
Son rôle n'est pas mieux connu. On ignore l'âge minimal à partir duquel le citoyen spartiate pouvait y accéder : les âges de 20 ans (intégration dans l'armée et admission aux syssities) ou de 30 ans (possibilité de fonder une famille et d'être nommé magistrat) sont plausibles. On ignore également la fréquence précise des réunions. La Grande Rhêtra évoque une réunion « de saison en saison » sur le confluent du fleuve Eurotas et de son affluent l'Oinous (en). Une scholie à Thucydide indique pour sa part une réunion mensuelle, quand la lune est pleine.
Elle paraît avoir un rôle assez limité, au point qu'Aristote ne juge pas utile de la mentionner quand il énumère les éléments démocratiques du régime spartiate. De fait, l'assemblée n'a pas l'initiative des textes qu'elle vote. Elle se contente d'élire éphores et gérontes et d'approuver ou non les textes qui lui sont soumis par ces derniers ainsi que les rois : les propositions de loi ne sont pas soumis à débat et ne peuvent pas faire l'objet d'amendement.
Néanmoins, aux termes de la Grande Rhêtra, « à l'assemblée du peuple victoire et prédominance » : on ne peut passer outre une décision de l'assemblée. Celle-ci s'exprime en effet sur les décisions les plus importantes, telles que le vote d'entrée en guerre ou de conclusion de paix. Ainsi, elle vote la participation à la guerre du Péloponnèse ou encore la paix du roi, en 371 av. J.-C.

## Mode de suffrage
Son mode de suffrage est habituellement le vote par acclamations : des individus enfermés dans une pièce non loin de l'assemblée estiment le volume sonore des clameurs accompagnant l'énoncé du nom du candidat — procédé qui paraît « puéril » à Aristote, c'est-à-dire facile à manipuler. Il arrive, rarement, que le vote se déroule par déplacement : les citoyens se rangent d'un côté ou de l'autre, suivant le camp qu'ils ont choisi. Thucydide en cite une occurrence en 432, à l'instigation de l'éphore Sthénélaïdas :

« [Celui-ci] prétendit qu'il était impossible de décider de quel côté étaient les acclamations les plus nombreuses, et, voulant les pousser davantage à la guerre, en les obligeant à exprimer sans ambiguïté leur avis, il leur dit : « Lacédémoniens, que ceux qui estiment que la trêve est rompue et que les Athéniens sont coupables se rangent de ce côté » — et en même temps il joignait le geste à la parole — « que ceux qui sont d'un avis contraire se rangent de ce côté-là. »

Dans les deux cas, le mode de décompte est relativement imprécis — de son côté, l'assemblée d'Athènes utilise des cailloux de couleur (blanc pour acquiescer, noir pour rejeter) ou des jetons pleins ou troués pour exprimer son vote.